# Sven Knoll
Sven Knoll (nascut l'any 1980 a Bozen, Tirol del Sud) és un polític tirolès del partit Süd-Tiroler Freiheit (llibertat pel Tirol del Sud) qui és membre del Consell Autònom del Tirol del Sud. Knoll va anar a l'escola primària Johann Wolfgang von Goethe de Bozen, a secundària a la ciutat de Schenna i es va graduar a l'escola Beda Weber de Meran. Llavors va estudiar medicina dental a la Medical University Innsbruck. A les eleccions estatals del 2008 va ser escollit membre del Consell Autònom del Tirol del Sud. També a les eleccions del 2013 i 2018.